# Wikipedia în spaniolă
Wikipedia în spaniolă (în spaniolă Wikipedia en español) este versiunea în limba spaniolă a Wikipediei. A fost lansată în mai 2001, iar acum are 2.021.034 de articole. Este a 8-a în topul Wikipediilor, după numărul de articole. 